# Lillestrøm Sportsklubb 1982
Questa voce raccoglie le informazioni riguardanti il Lillestrøm Sportsklubb nelle competizioni ufficiali della stagione 1982.

## Rosa
| N. |                     | Ruolo | Calciatore        |
| -- | ------------------- | ----- | ----------------- |
|    | Norvegia (bandiera) | P     | Arne Amundsen     |
|    | Norvegia (bandiera) | P     | Bjarte Flem       |
|    | Norvegia (bandiera) | P     | Kai Olshausen     |
|    | Norvegia (bandiera) | D     | Bård Bjerkeland   |
|    | Norvegia (bandiera) | D     | Ole Dyrstad       |
|    | Norvegia (bandiera) | D     | Bjørnar Erlandsen |
|    | Norvegia (bandiera) | D     | Georg Hammer      |
|    | Norvegia (bandiera) | D     | Tore Kordahl      |
|    | Norvegia (bandiera) | D     | Tor Inge Smedås   |
|    | Norvegia (bandiera) | D     | Erik Solér        |
|    | Norvegia (bandiera) | D     | Lars Sundli       |
|    | Norvegia (bandiera) | C     | Stein Eilertsen   |

| N. |                      | Ruolo | Calciatore      |
| -- | -------------------- | ----- | --------------- |
|    | Norvegia (bandiera)  | C     | Arne Erlandsen  |
|    | Norvegia (bandiera)  | C     | Anders Giske    |
|    | Norvegia (bandiera)  | C     | Frank Grønlund  |
|    | Norvegia (bandiera)  | C     | Tom Myklebust   |
|    | Norvegia (bandiera)  | C     | Rune Richardsen |
|    | Norvegia (bandiera)  | A     | Terje Berg      |
|    | Norvegia (bandiera)  | A     | Tommy Heia      |
|    | Finlandia (bandiera) | A     | Juhani Himanka  |
|    | Norvegia (bandiera)  | A     | André Krogsæter |
|    | Norvegia (bandiera)  | A     | Tom Lund        |
|    | Norvegia (bandiera)  | A     | Erik Rønold     |
|    | Norvegia (bandiera)  | A     | Roger Skjåstad  |

## Risultati

### Campionato

#### Girone di andata
| Lillestrøm 25 aprile 1982 | Lillestrøm | 2 – 1 | Mjøndalen | Åråsen Stadion |

| Porsgrunn 2 maggio 1982 | Molde | 2 – 1 | Lillestrøm | Pors Stadion |

| Lillestrøm 9 maggio 1982 | Lillestrøm | 0 – 2 | Vålerengen | Åråsen Stadion |

| Stavanger 16 maggio 1982 | Viking | 4 – 1 | Lillestrøm | Stavanger Stadion |

| Bodø 20 maggio 1982 | Lillestrøm | 0 – 1 | Start | Aspmyra Stadion |

| Fredrikstad 24 maggio 1982 | Fredrikstad | 1 – 2 | Lillestrøm | Fredrikstad Stadion |

| 31 maggio 1982 | Lillestrøm | 0 – 1 | Sogndal | Lassa Stadion |

| Trondheim 7 giugno 1982 | Rosenborg | 0 – 2 | Lillestrøm | Lerkendal Stadion |

| Hamar 13 giugno 1982 | HamKam | 1 – 0 | Lillestrøm | Briskeby Gressbane |

| Lillestrøm 27 giugno 1982 | Lillestrøm | 1 – 0 | Bryne | Åråsen Gressbane |

| Moss 30 giugno 1982 | Moss | 0 – 0 | Lillestrøm | Melløs Stadion |

#### Girone di ritorno
| Nedre Eiker 2 agosto 1982 | Mjøndalen | 2 – 1 | Lillestrøm | Nedre Eiker Stadion |

| 8 agosto 1982 | Lillestrøm | 7 – 4 | Molde | Lassa Stadion |

| Bergen 15 agosto 1982 | Vålerengen | 1 – 1 | Lillestrøm | Brann Stadion |

| Lillestrøm 18 agosto 1982 | Lillestrøm | 1 – 2 | Viking | Åråsen Stadion |

| Kristiansand 22 agosto 1982 | Start | 0 – 1 | Lillestrøm | Kristiansand Stadion |

| Lillestrøm 29 agosto 1982 | Lillestrøm | 4 – 0 | Fredrikstad | Åråsen Stadion |

| Sogndal 5 settembre 1982 | Sogndal | 0 – 3 | Lillestrøm | Fosshaugane Campus |

| Lillestrøm 12 settembre 1982 | Lillestrøm | 1 – 0 | Rosenborg | Åråsen Stadion |

| Lillestrøm 26 settembre 1982 | Lillestrøm | 1 – 0 | HamKam | Åråsen Gressbane |

| Strømmen 3 ottobre 1982 | Bryne | 2 – 1 | Lillestrøm | Strømmen Stadion |

| Lillestrøm 10 ottobre 1982 | Lillestrøm | 2 – 2 | Moss | Åråsen Stadion |

### Coppa di Norvegia
|  | Lillestrøm | 0 – 1 | Skiold |  |

|  | KFUM Oslo | 0 – 3 | Lillestrøm |  |

|  | Lillestrøm | 3 – 1 | Åssiden |  |

|  | Lillestrøm | 0 – 1 | Moss |  |

### Coppa delle Coppe
|  | Lillestrøm | 0 – 4 | Stella Rossa |  |

|  | Stella Rossa | 3 – 0 | Lillestrøm |  |